# Gasteracantha sanguinea
Gasteracantha sanguinea är en spindelart som beskrevs av Dahl 1914. Gasteracantha sanguinea ingår i släktet Gasteracantha och familjen hjulspindlar.
Artens utbredningsområde är Filippinerna. Inga underarter finns listade i Catalogue of Life.